# Rutilotrixa diversa
Rutilotrixa diversa är en tvåvingeart som först beskrevs av Paramonov 1954.  Rutilotrixa diversa ingår i släktet Rutilotrixa och familjen parasitflugor. Inga underarter finns listade i Catalogue of Life.